# 圣纪节

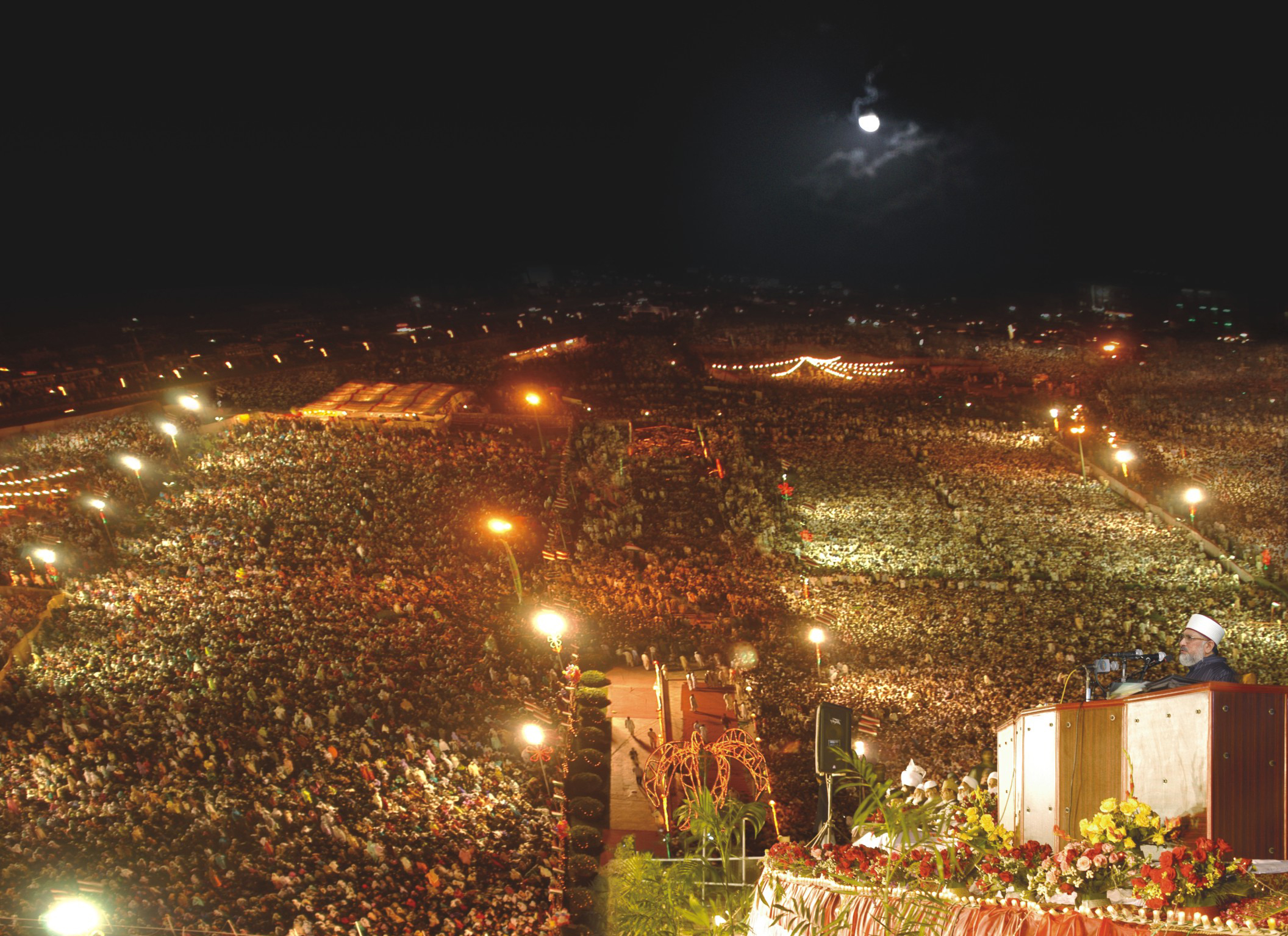
巴基斯坦拉合爾的节日状况

圣纪节（阿拉伯语：‎）是伊斯兰教的重要节日，为纪念先知穆罕默德的诞辰，但逊尼派和什叶派纪念圣纪节的日期不同：逊尼派的圣纪节是伊斯兰历3月12日，什叶派是3月17日。据说当年穆罕默德经常在自己出生的日子（星期一）进行斋戒，但现在穆斯林过圣纪节并不持齋，而是准备食品庆祝，並且讲述穆罕默德生前的事迹等。

## 圣纪节与公历对照表
由於伊斯蘭歷把日落當作一日的起點，聖紀節實際橫跨兩個公曆日。下表只列出白晝對應的公曆日期。
| 公曆年份 | 逊尼派   | 什叶派   |
| -------- | -------- | -------- |
| 2003年   | 5月14日  | 5月19日  |
| 2004年   | 5月2日   | 5月7日   |
| 2005年   | 4月21日  | 4月26日  |
| 2006年   | 4月11日  | 4月16日  |
| 2007年   | 3月31日  | 4月5日   |
| 2008年   | 3月20日  | 3月25日  |
| 2009年   | 3月9日   | 3月14日  |
| 2010年   | 2月26日  | 3月3日   |
| 2011年   | 2月16日  | 2月21日  |
| 2012年   | 2月5日   | 2月10日  |
| 2013年   | 1月24日  | 1月29日  |
| 2014年   | 1月14日  | 1月19日  |
| 2015年   | 1月3日   | 1月8日   |
| 2016年   | 12月12日 | 12月17日 |
| 2017年   | 12月1日  | 12月6日  |
| 2018年   | 11月21日 | 11月26日 |
| 2019年   | 11月10日 | 11月15日 |
| 2020年   | 10月29日 | 11月3日  |
| 2021年   | 10月19日 | 10月24日 |
| 2022年   | 10月8日  | 10月13日 |
| 2023年   | 9月27日  | 10月2日  |
| 2024年   | 9月14日  | 9月19日  |